# Mistrzostwa Świata w Półmaratonie 2018
21. IAAF Mistrzostwa Świata w Półmaratonie (ang. IAAF/Trinidad Alfonso World Half Marathon Championships Valencia 2018) – zawody lekkoatletyczne, które odbyły się 24 marca 2018 w Walencji.
W zawodach wzięło udział 279 lekkoatletów z 79 państw i reprezentacji uchodźców (ang. Athlete Refugee Team).

## Rezultaty

### Mężczyźni
| Konkurencja:  | 1. miejsce                                              | Rezultat   | 2. miejsce                                                      | Rezultat   | 3. miejsce                                             | Rezultat   |
| Indywidualnie | Geoffrey Kipsang                                        | 1:00:02 SB | Abraham Cheroben                                                | 1:00:22 SB | Aron Kifle                                             | 1:00:31 PB |
| Drużynowo     | Etiopia · Jemal Yimer · Getaneh Molla · Betesfa Getahun | 3:02:14    | Kenia · Geoffrey Kipsang · Leonard Barsoton · Barselius Kipyego | 3:02:40    | Bahrajn · Abraham Cheroben · Aweke Ayalew · Albert Rop | 3:02:52    |

### Kobiety
| Konkurencja:  | 1. miejsce                                                 | Rezultat   | 2. miejsce                                                      | Rezultat | 3. miejsce                                                    | Rezultat   |
| Indywidualnie | Netsanet Gudeta                                            | 1:06:11 PB | Joyciline Jepkosgei                                             | 1:06:54  | Pauline Kamulu                                                | 1:06:56 PB |
| Drużynowo     | Etiopia · Netsanet Gudeta · Zeineba Yimer · Meseret Belete | 3:22:27    | Kenia · Joyciline Jepkosgei · Pauline Kamulu · Ruth Chepngetich | 3:23:02  | Bahrajn · Eunice Chebichii · Desi Mokonin · Dalila Abdulkadir | 3:23:39    |

## Klasyfikacja medalowa
| Miejsce | Reprezentacja | Złoto | Srebro | Brąz | Razem |
| 1.      | Etiopia       | 3     | 0      | 0    | 3     |
| 2.      | Kenia         | 1     | 3      | 1    | 5     |
| 3.      | Bahrajn       | 0     | 1      | 2    | 3     |
| 4.      | Erytrea       | 0     | 0      | 1    | 1     |
| Razem   | Razem         | 4     | 4      | 4    | 12    |